# Palestro (métro de Milan)
Pour les articles homonymes, voir Palestro (homonymie).
Palestro est une station de la ligne 1 du métro de Milan, située corso Venezia.